# Carole Shelley
Pour les articles homonymes, voir Shelley.
Carole Shelley est une actrice britannique née le 16 août 1939 à Londres et morte le 31 août 2018 à Manhattan (New York). Principalement connue pour son rôle d'une des sœurs Pigeon, aux côtés de Monica Evans, dans la pièce de Neil Simon Drôle de couple et ses adaptations à l'écran, elle a aussi prêté sa voix à trois longs métrages de Walt Disney Pictures.

## Biographie
Shelley est la fille de Deborah Bloomstein, chanteuse d'opéra d'origine juive russe, et de Curtis Shelley, compositeur juif allemand. Sur scène, Shelley fait ses débuts à Broadway en tant que Gwendolyn Pigeon dans la production originale de The Odd Couple en 1965 avec Art Carney et Walter Matthau. Elle reprend le rôle au cinéma en 1968 (avec Jack Lemmon en remplacement de Carney), puis dans la première saison de la série télévisée dérivée, avec Tony Randall et Jack Klugman.  Elle et Monica Evans, qui joue sa sœur Cecily Pigeon, ont été les deux seules artistes à apparaître dans les trois versions de l’œuvre.
Dans les années 1970 et 1980, elle joue dans plusieurs pièces, notamment Rosalind dans As You Like It au Stratford Shakespeare Festival de 1972 en Ontario. Elle a reçu sa première nomination au Tony Awards en 1975 pour son interprétation de Jane dans Absurd Person Singular. Elle remporte le Tony Award 1979 de la meilleure actrice dans une pièce pour son rôle de Mrs Kendal dans The Elephant Man et est nommé à nouveau en 1987. En 1982, elle remporte un Obie Award pour son interprétation dans Twelve Dreams.
Shelley commence également à apparaître dans des comédies musicales à la fin des années 1990, avec les reprises de Show Boat (rôle de Parthy) et de Cabaret (rôle de Fraulein Schneider) en 1999. En 2003, elle crée le rôle de Madame Morrible dans la distribution originale de la comédie musicale Wicked à  Broadway. Elle joue le rôle de Grand-mère dans la production de Billy Elliot à l'Imperial Theatre à partir d'octobre 2008. En 2009, elle est à nouveau nommée pour un Tony Award de la meilleure actrice dans une comédie musicale. En 2014, elle remplace Jane Carr dans A Gentleman's Guide to Love and Murder (rôle de Miss Shingle).
Elle meurt le 31 août 2018 à l'âge de 79 ans.

## Filmographie

### Au cinéma
- 1968 : Drôle de couple (The Odd Couple)
- 1970 : Les Aristochats : Amelia
- 1973 : Robin des Bois : Lady Kluck
- 1997 : Hercule : Lachesis
- 2005 : Ma sorcière bien-aimée : Tante Clara

### À la télévision
- 1970 : Drôle de couple  (The Odd Couple)
- 2000 : New York, unité spéciale (saison 1, épisode 21) : juge Pamela Mizener